# غيت لاب
غيت لاب (بالإنجليزية: GitLab)‏ هي شركة مفتوحة النواة تشتهر بتقديم مدير مستودعات غيت الذي يحمل نفس اسم الشركة.
كتب البرنامج بواسطة ديمتري زابوروزيتش من أوكرانيا؛ الرئيس التنفيذي سيتس سيجبرانديج، وأنشأ في أوترخت. كتب الكود بلغة البرمجة  روبي. اعتبارا من مايو 2016، أصبح لدى الشركة 100 عامل بأجر وأكثر من 1300 مساهمة مفتوحة المصدر. يستخدم من أكثر من 100,000 منظمة بما في ذلك مركز أبحاث يوليش, ناسا، بابا، Invincea، o'reilly Media، Leibniz-Rechenzentrum (LRZ) و CERN.

## تاريخ
في الأصل كان اسم المنتج GitLab وكان ينشر بشكل حر ومفتوح المصدر بموجب ترخيص MIT.
في يوليو 2013، قُسم المنتج إلى:
- GitLab CE: إصدار مجتمعي
- GitLab EE: إصدار الشركات

في ذلك الوقت، بقيت رخصة GitLab CE و GitLab EE حرة ومفتوحة المصدر ووزعت بموجب ترخيص معهد ماساتشوستس للتكنولوجيا.
في فبراير 2014، أعلنت غيت لاب  اعتمادها نموذج أعمال النواة المفتوحة. وضع GitLab EE تحت رخصة ملكية، ويحتوي على ميزات غير موجودة في إصدار CE.
في يوليو 2015، جمعت الشركة مبلغ إضافي قدره 1.5 مليون دولار من تمويل البذور. في 2015 أصبح من ضمن العملاء مجموعة علي بابا، IBM، وسبيس إكس.
في سبتمبر 2015، غيت لاب جمعت 4 ملايين دولار في سلسلة التمويل من خوسلا فينتورس.

في يوليو 2016، أكد الرئيس التنفيذي لشركة غيت لاب ميزة النواة المفتوحة ‏:
يرجى ملاحظة أنه في حين أننا نفكر في أنفسنا كشركة مفتوحة المصدر سيكون أكثر دقة أن ندعوها شركة النواة المفتوحة منذ إطلاقنا لكل من الإصدار المجتمعي والمغلق المصدر على حد سواء

## وصلات خارجية
- غيت لاب على موقع Open Hub (الإنجليزية)
- غيت لاب على موقع Framasoft (الفرنسية)
- الموقع الرسمي